# 유크레이니언 레브코이
유크레이니언 레브코이는 뚜렷한 외모를 가진 고양이 품종으로 귀는 안으로 접혀 있고 털은 거의 또는 전혀 없다. 중간 크기의 길고 긴 몸을 갖고 있으며, 근육질인 동시에 날씬해 보인다. 그들은 부드럽고 탄력 있는 피부를 가지고 있다; 과도한 피부는 주름진 외관을 초래한다. 이 품종은 우크라이나와 러시아 단체에서만 인정받고 있다.
레프코이의 특징은 머리의 특별한 각진 윤곽과  접힌 귀 및 크지만 상하로 넓지 않은 아몬드 모양의 눈이다. 그 고양이들은 성적 이형성을 나타낸다.

## 특징
유크레이니언 레브코이는 친근하고, 장난기 많고, 똑똑한 고양이이다. 레브코이는 매우 사교적이며, 다른 개, 돼지, 심지어 쥐와 같은 애완 동물들과 함께 가족과 있는 것을 즐긴다. 털이 없기에 빗질을 할 필요가 없지만 직사광선과 특히 추운 날씨로부터 보호하기 위해 특별한 피부 관리가 필요하다.